# Internet Download Manager
Internet Download Manager (también llamado IDM) es un gestor de descargas de licencia Shareware. Solo está disponible para el sistema operativo Microsoft Windows.

## Características
- Divide descargas a corrientes múltiples para descargas más rápidas

- Descargas por lotes

- Importación/Exportación de trabajos de descarga

- Actualización manual/automática de direcciones de descarga

- Colas múltiples

- Lista de descargas recientes para el acceso fácil a directorios

- Descarga de vídeos de sitios de reproductores web y streaming.[2]

- Segmentación dinámica durante el proceso de descarga

- Protocolos: HTTP, FTP, HTTPS, MMS y Microsoft ISA

- Protocolos de autenticación: Básic, Negotiate, NTLM, y Kerberos dejando para almacenamiento y auto-autenticación de nombres de usuario y contraseñas.

- IDM soporta los siguientes navegadores web: Internet Explorer, Opera, Netscape Navigator, Safari, Flock, Google Chrome, Mozilla Firefox, y muchos más.[3]

## Recepción
En la revisión de CNET, IDM recibió una puntuación de 3.5 de 5 estrellas, concluyendo: "Este es un buen gestor de descargas básicas, con un buen conjunto de características, a pesar de que podría organizarse un poco mejor. Dado que este programa es gratuito, vale la pena probar para ver si es una buena opción para ti."
Softpedia dio a IDM una puntuación de 5 de 5 estrellas, declarando en su crítica que: "Para resumir, Internet Download Manager es una aplicación práctica para mantener, sea o no usado para fines comerciales. Toma poco de los recursos del sistema, proporcionando una gran variedad de características útiles a cambio. En términos de velocidad, empuja el ancho de banda a los límites, o lo utiliza de acuerdo a los límites personalizados, haciéndolo definitivamente un guardián".